# Isidor-von-Sevilla-Kirche
Isidor-von-Sevilla-Kirchen sind dem heiligen Isidor von Sevilla (San Isidro, San Isidoro) gewidmete Kirchen. Dazu zählen: 
- St. Rochus und Isidor (Oberense) in Ense, Nordrhein-Westfalen, Deutschland
- St. Isidor (Wiesen) in Hofbieber, Hessen, Deutschland
- Basilika San Isidoro in León, Spanien
- San Isidoro (Zamora), Spanien